# Chiemgau

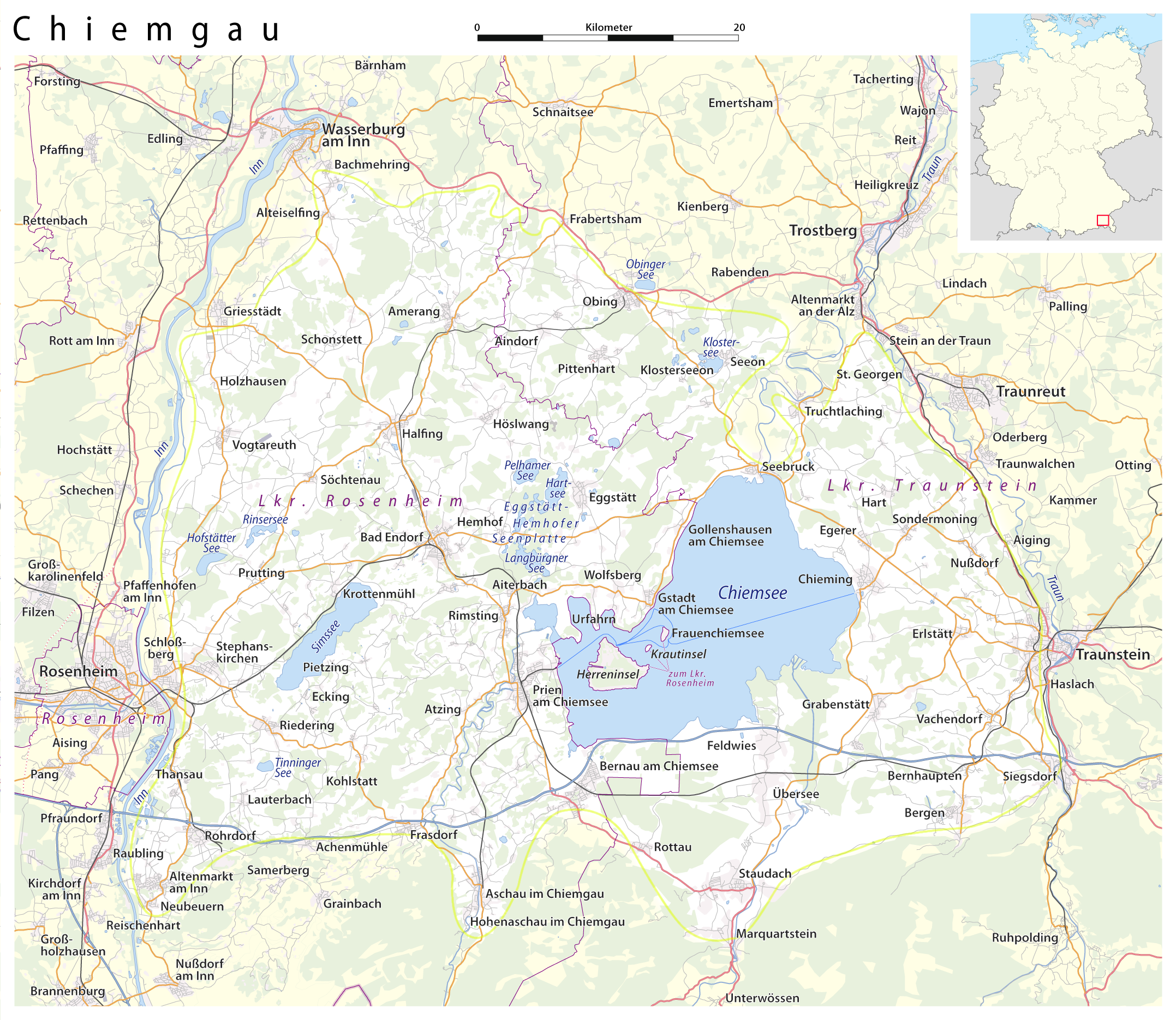
Übersichtskarte des Chiemgaus

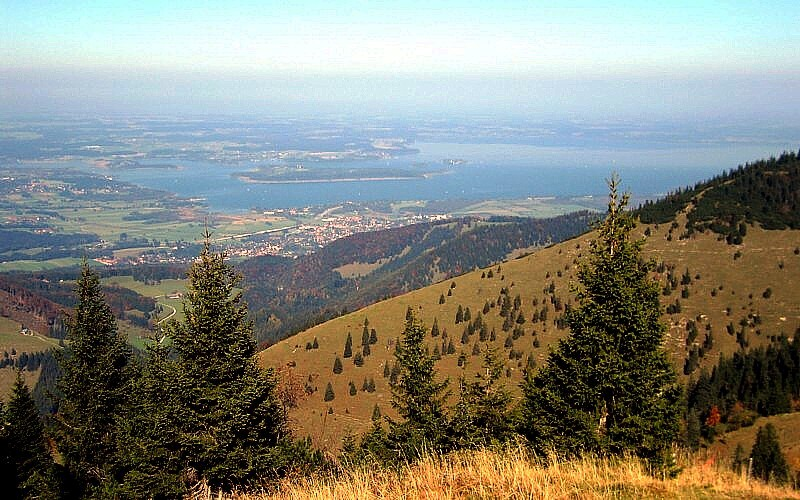
Chiemgau mit Chiemsee, von den Alpen aus gesehen

Der Chiemgau [ˈkiːmɡaʊ] ist eine Kulturlandschaft in Südost-Oberbayern.

## Ausdehnung

Chiemgau um etwa 1875

Der Chiemgau umfasst Gebiete des Landkreises Traunstein und des Landkreises Rosenheim. Er dehnt sich jeweils etwa 50 km in Nord-Süd- sowie in West-Ost-Richtung um den Chiemsee aus.
- In Richtung Nordosten schließt sich der Rupertiwinkel an. Die Orte rechts und links der Traun liegen allesamt im Chiemgau.
- In Richtung Südosten schließt der seit jeher bayerische Teil des Landkreises Berchtesgadener Land um Bad Reichenhall mit Schneizlreuth als unmittelbarer Grenzgemeinde an. Inzell gilt daher als „Tor“ des Chiemgaus zum Landkreis Berchtesgadener Land.
- Im Süden erheben sich die Chiemgauer Alpen mit der Staatsgrenze nach Österreich.
- In Richtung Westen bildet das Inntal zum Bayerischen Oberland die Grenze, wobei die Orte des Inntals, des Rosenheimer Landes und des Wasserburger Landes in der Regel nicht mehr zum Chiemgau gerechnet werden. Ausnahmen davon sind Amerang, das sowohl dem Chiemgau als auch dem Wasserburger Land zugeordnet wird, ebenso wie Prutting, Riedering, Söchtenau und Stephanskirchen sowohl zum Chiemgau als auch zum „Rosenheimer Land“ zählen. Ähnliches gilt für Samerberg, das an der Grenze des Chiemgaus zum Inntal liegt.
- In Richtung Norden erstreckt sich der Chiemgau bis zur Gemeinde Engelsberg und somit bis zur nördlichen Grenze des Landkreises Traunstein. Hier grenzt die Region Inn-Salzach an.

In der Abgrenzung des Bundesamtes für Naturschutz umfasst der Chiemgau eine Fläche von 784 km².

## Orte im Chiemgau
Zunächst zählen die Orte rund um den Chiemsee zum Chiemgau:
- Prien am Chiemsee und das westliche Chiemseeufer, St. Salvator, Urschalling, Hittenkirchen, Rimsting und Greimharting
- Seebruck und das nordwestliche Chiemseeufer mit Breitbrunn, Gstadt, Gollenshausen
- Chieming und das östliche Chiemseeufer mit Stöttham, Hart, Grabenstätt, Winkl, Marwang, Sossau, Oberhochstätt, Hirschau, Ising
- Bernau am Chiemsee und das südliche Chiemseeufer mit Übersee, Feldwies, Westerbuchberg, Osterbuchberg.

Im südlichen Chiemgau alle Orte südlich, südwestlich und südöstlich des Chiemsees bis zur österreichischen Grenze bzw. bis zum Inntal und bis zum Rupertiwinkel:
- Simssee und Samerberg mit Stephanskirchen, Riedering, Neukirchen am Simssee, Pietzing, Söllhuben, Rohrdorf, Samerberg, Törwang, Grainbach, Steinkirchen, Roßholzen
- Aschau im Chiemgau und das Priental mit Sachrang, Höhenberg, Umrathshausen, Frasdorf, St. Florian, Wildenwart
- Das obere Achental mit Schleching, Streichen, Raiten, Unterwössen, Oberwössen, Marquartstein, Niedernfels
- Das Grassauer Tal mit Grassau, Rottau, Staudach-Egerndach
- Unterm Hochfelln: Bergen, Bernhaupten, Vachendorf, Einharting, Bad Adelholzen, Maria Eck
- Reit im Winkl mit Seegatterl und Winklmoos
- das Weiße-Traun-Tal mit Ruhpolding, Siegsdorf, Eisenärzt und Vogling
- Inzell und das Tal der Roten Traun mit Hammer
- Traunstein mit Hochberg, Haslach, Ettendorf, Surberg, Kammer, Nußdorf, Sondermoning, Wolkersdorf und Erlstätt

Im nördlichen Chiemgau alle Orte nördlich, nordöstlich und nordwestlich des Chiemsees bzw. bis zum Inntal bzw. bis zum Rupertiwinkel:
- Bad Endorf und die Eggstätt-Hemhofer Seenplatte mit Thalkirchen, Hirnsberg, Antwort, Mauerkirchen, Hemhof, Hartmannsberg, Eggstätt, Höslwang, Halfing, Söchtenau, Amerang, Schnaitsee, Waldhausen, Kirchstätt, Kienberg, Obing, Rabenden, Pittenhart, Seeon
- Trostberg mit Ausnahme von Heiligkreuz und Lindach sowie das obere Alztal mit Ischl a.d. Alz, Höllthal a.d. Alz, Poing, Truchtlaching, Baumburg, Altenmarkt, Mögling, Sankt Wolfgang, Schedling, Deinting, Tacherting, Peterskirchen, Feldkirchen, Engelsberg und Emertsham.
- Traunreut und das untere Trauntal

## Namenserklärung

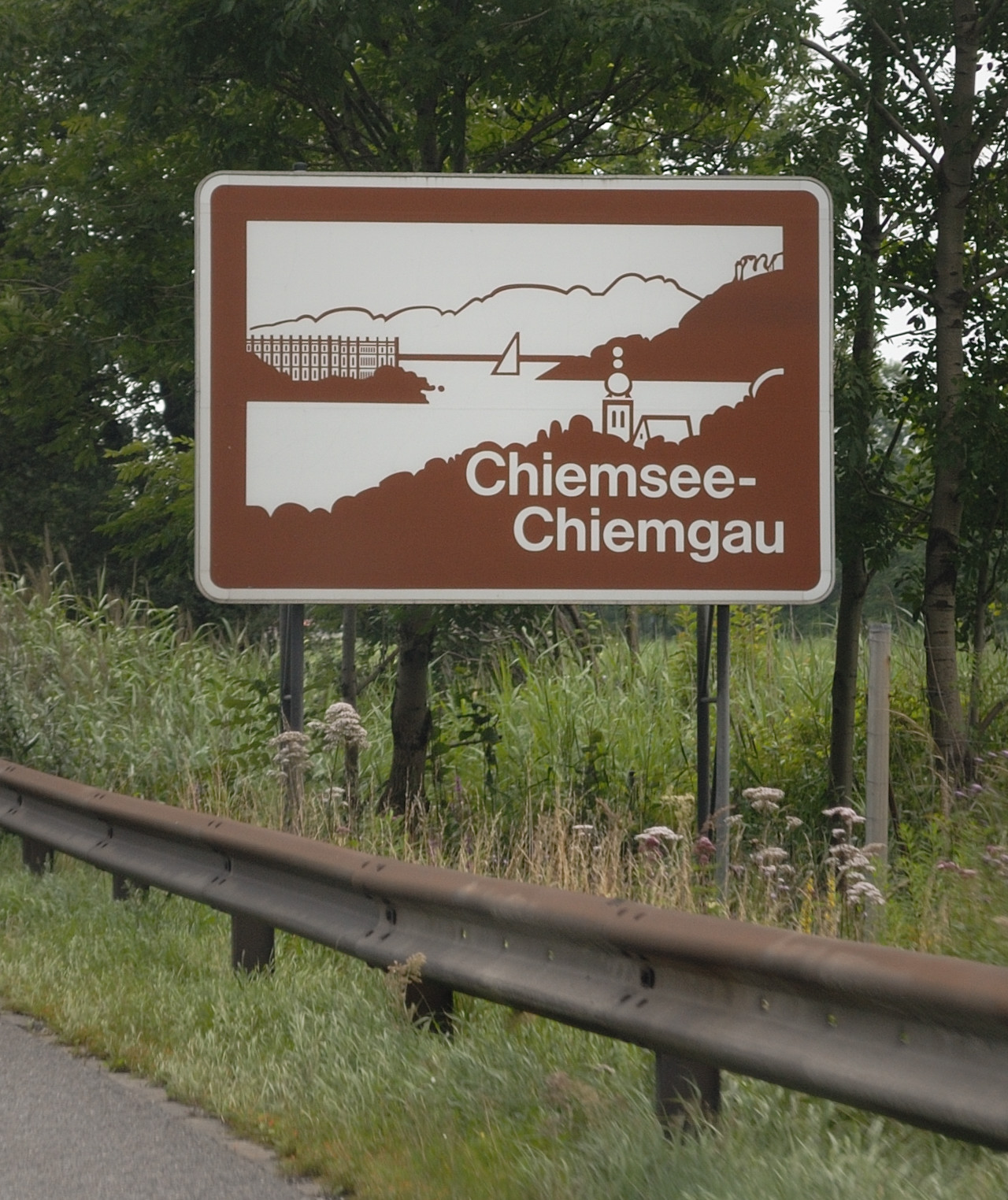
Unterrichtungstafel an der Autobahn München-Salzburg

Die Namen Chiemgau und Chiemsee hängen mit dem Ortsnamen Chieming zusammen, der meist von dem althochdeutschen Personennamen „Chiemo“ (7./8. Jahrhundert) abgeleitet wird.
Am Ende des 8. Jahrhunderts taucht der Name „Chiemgau“ auch erstmals in Urkunden als „Chimingaoe“ auf und bezeichnet damals noch ein kleineres Gebiet um das Dorf Chieming herum. Durch die Jahrhunderte hindurch dehnte sich das Gebiet des Chiemgaus immer weiter aus.
Erst im 11. Jahrhundert wird namenskundlich aus dem Chieminggau durchgängig der Chiemgau.

## Naturgeschichte und Geographie
Die Eiszeit vor etwa 15.000 Jahren hat den Chiemgau als Voralpen- und Moränenlandschaft geprägt. So ist der Chiemgau eine hügelige Landschaft mit zahlreichen Wiesen-, Wald- und Moorflächen sowie zahlreichen Seen – vom 82 km² großen Chiemsee bis hin zu kleineren Waldseen. Die höchsten Erhebungen im Chiemgau erreichen fast 2000 Meter ü. d. M.
Siehe auch: Liste der Gewässer im Chiemgau

### Der Chiemgau-Komet
Nach einer umstrittenen Theorie explodierte im 5. Jahrhundert vor Christus über dem Chiemgau ein Komet, dessen Bruchstücke den Chiemgau verwüstet hätten. Dieses angebliche Ereignis wird Chiemgau-Einschlag genannt.

## Menschengeschichte
Menschliche Spuren lassen sich im Chiemgau schon vor der jüngeren Steinzeit über Bronze- und Hallstattzeit bis zur Eisenzeit finden. Auch danach bleibt er immer Siedlungsland, ob für die Kelten oder die Römer. Letztere lassen sich vor allem an der Alz, die vom Chiemsee abfließt, nieder und errichteten dort bei Seebruck (Bedaium) einen Übergang für die Römerstraße von Salzburg nach Augsburg, wie das Römermuseum Seebruck dokumentiert. Der Chiemgau lag damit am Rande der römischen Provinz Noricum, die bis zum Inn reichte und an die sich die Provinz Raetia anschloss.
Geschichtlich spricht man vor allem zwischen dem 8. und dem 11. Jahrhundert von sog. „Chiemgaugrafen“ bzw. Grafen im Chiemgau. Der Chiemgau war dann lange Zeit sowohl den bayerischen Herzögen als auch den Fürsterzbischöfen von Salzburg verbunden. Erstere waren die Landesherren, letztere waren kirchliche Macht und oft auch örtliche Grundherren.
Erst nach der Säkularisation 1803 kam der Chiemgau vollständig in bayerische Hand.

## Kulturgeschichte
Der Chiemgau ist aufgrund seiner zahlreichen Anhöhen und seiner fruchtbaren Böden reich an stattlichen Herrensitzen.
Künstlerisch gesehen sind im Chiemgau besonders die barocken Bauwerke reich vertreten, z. B. die Klosterkirche St. Margaretha von Kloster Baumburg oder die Pfarrkirche St. Georg in Ruhpolding.
Der Chiemgau ist stark von der Wirtschaft mit Holz, Eisen und Salz geprägt. Ein Pionier des Bergbaus und des Hüttenwesens war im 16. Jahrhundert Pankraz von Freyberg zu Hohenaschau. Die Saline in Traunstein bestand von 1619 bis 1912 und hat auf den gesamten Chiemgau wirtschaftlich, aber auch kulturell großen Einfluss ausgeübt. Ähnliches gilt für die Maximilianshütte in Bergen, die von 1561 bis 1932 betrieben wurde. Im Zusammenhang mit der Holzgewinnung ist der Chiemgau auch ein altes Pferdezuchtland für Arbeitspferde.
Im nördlichen Chiemgau sind die ca. 300 noch erhaltenen, meist im 19. Jahrhundert entstandenen Bundwerkstadel der Vierseithöfe prägend für die bäuerliche Kulturlandschaft.

## Brauchtum, Trachtenpflege, Theater
Im Chiemgau wird Brauchtum und Trachtenpflege besonders anschaulich ausgeübt. Dies spiegelt sich unter anderem im Namen des Chiemgau-Alpenverbands wider, in dem ein Teil der Chiemgauer Trachtenvereine zusammengeschlossen ist. Die meisten Trachtenvereine des Chiemgaus gehören allerdings zum Gauverband I.
Das Chiemgauer Volkstheater ist durch seine Fernsehauftritte weit über die Grenzen Bayerns hinaus bekannt. Überhaupt gibt es im Chiemgau eine Vielzahl von Bauerntheatern mit langer Tradition.

## Bedeutung

### Unterscheidungsmerkmal für Orte und geographische Gegebenheiten
Zahlreiche Orte tragen zur besseren Unterscheidung oder Erkennung die Ergänzung „im Chiemgau“, z. B. Aschau im Chiemgau im Unterschied zu Aschau am Inn, Nußdorf (Chiemgau) im Unterschied zu Nußdorf am Inn. Man spricht von den Chiemgauer Alpen, den Chiemgauer Bergen bzw. den Chiemgauer Voralpen sowie dem Chiemgauer Alpenvorland, weiterhin von der Chiemgauer Seenplatte, dem Chiemgauer Achental.

### Chiemgauer
Auch durch das Hauptwort Chiemgauer wird der Bezug zum Chiemgau betont, und dies nicht nur im Zusammenhang mit der regionalen Komplementärwährung Chiemgauer. Mit dieser regionalen Währung kann man parallel zum Euro in mehr als 600 Geschäften der Region bezahlen. Zudem gibt es für den Chiemgauer eine eigene EC-Karte. Die Kontoführung übernehmen Genossenschaftsbanken und Sparkassen in der Region (s. a. Regiogeld).
Darüber hinaus trägt eine touristisch-gewerblich-private Internet-Zeitschrift den Titel „Der Chiemgauer“. Für zahlreiche Markenzeichen reicht es, allein „Der Chiemgauer“ zu sagen (z. B. „Chiemgauer Dreher“ als Volkstanz, der „Chiemgauer Hut“ als Trachtenhut usw.).

### Kulturlandschaft und Tourismus

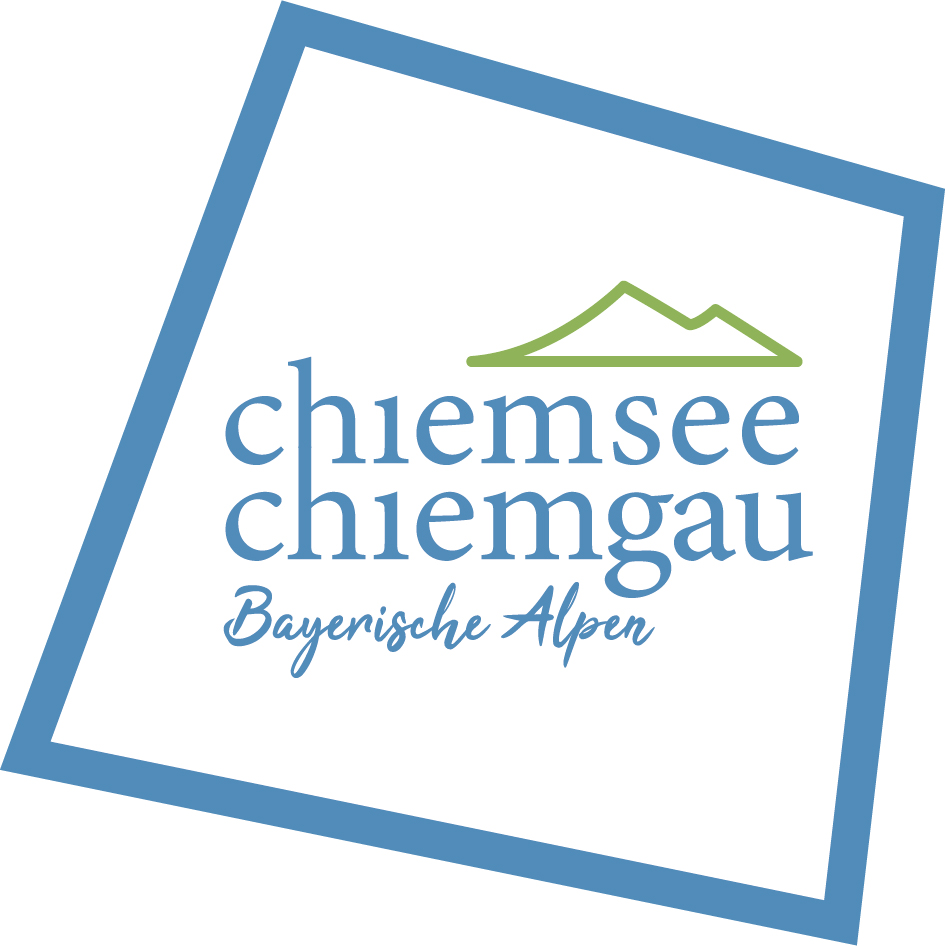
Das Logo des Chiemgau Tourismus e. V. – Landkreis Traunstein

Logo der Chiemsee-Alpenland Tourismus GmbH&Co.KG – Landkreis Rosenheim

Der Chiemgau ist eine Kulturlandschaft ländlich-bäuerlicher Prägung, die mit Sehenswürdigkeiten wie Kloster Herrenchiemsee oder Neues Schloss Herrenchiemsee auf der Herreninsel im Chiemsee zu den bevorzugten Tourismusregionen Bayerns zählt und u. a. für sich als eines der größten und am besten ausgebauten Radwander- und Wandergebiete Deutschlands mit Angeboten für sportlich geführte und regional Kulturelles erklärende Rad-Touren wirbt.
Die Kulturlandschaft Chiemgau ist laut Bayerisches Landesamt für Statistik in die zwei Tourismusregionen „Chiemsee-Alpenland“ und „Chiemsee-Chiemgau“ zweier Landkreise unterteilt, die wiederum von den zwei Tourismusverbänden „Chiemsee-Alpenland Tourismus GmbH & Co. KG“ (tour. Marketingorganisation des Landkreises Rosenheim) und „Chiemgau Tourismus e. V.“ (tour. Marketingorganisation des Landkreises Traunstein, seit 2017 mit Logo und Marke „chiemsee chiemgau Bayerische Alpen“) mit eigenen Webpräsenzen beworben werden. Als weitere Anziehungspunkte richteten sie für die Touristen u. a. auch einen Hochseilgarten und Rodelbahnen ein.
Neben dem noch mehr oder weniger ausgeprägten bayerischen Dialekt der Rosenheimer und Traunsteiner Einheimischen bilden die Chiemgauer Tracht samt Lederhose sowie das Chiemgauer Volkstheater eigene kulturelle Markenkennzeichen der Region. In diesem Zusammenhang sind auch noch die als Museumsbahn betriebene Chiemgauer Lokalbahn und das Chiemgauer Schulmuseum zu erwähnen. Von 1922 bis 1933 existierte eine „Freie Vereinigung Chiemgauer Künstler e. V.“ und der Gebirgstrachtenerhaltungsverein Grabenstätt hat „Chiemgauer“ als Vereinsnamen. Seit 2008 hat die Zirmstiftung Schusterhof in Bergen/Chiemgau ihren Sitz. Die Zirmstiftung veranstaltet auf dem neu aufgebauten Schusterhof Trachtenausstellungen des Gauverbands I sowie eine historische Krippenausstellung, deren Exponate auch in Wanderausstellungen an anderen Orten gezeigt werden. Zweck der Stiftung ist der Erhalt bayerischer Kultur und Traditionen.

### Beliebter Drehort
Nicht zuletzt aufgrund seiner landschaftlichen Aspekte war der Chiemgau bereits des Öfteren Drehort für Kino- und Fernsehfilme:
Kino
- Quax, der Bruchpilot. (Drehorte: ehemaliger Flugplatz Prien am Chiemsee, Flugfeld in Unterwössen), Komödie 1941.
- Hierankl, Heimatfilm 2003.

Fernsehen
- Weißblaue Geschichten, Serie, ZDF 1984 – 2015 (ab Mitte der 1990er Drehorte in Tirol und Salzburg).
- Die Hochzeit auf dem Lande, 4. Folge der Romanverfilmungen von Utta Danella, ARD 2002.
- Die Rosenheim-Cops, Krimiserie, ZDF seit 2002.
- Der Bergpfarrer, zweiteiliger Heimatfilm, ZDF 2004/2005.
- Anwalt des Herzens, Kriminalfilm, ZDF 2005.
- Im Himmel schreibt man Liebe anders (AT), Liebesfilm, ZDF 2006.
- Tod am Engelstein, Familiendrama, ZDF 2010.

### Wintersportzentrum
Weiterhin ist der Chiemgau als Wintersportzentrum bekannt, speziell durch das Eislaufstadion in Inzell („Eislauf-Mekka“), die Biathlon-Weltmeisterschafts- und Weltcup-Strecken in Ruhpolding. Aber auch in den anderen Bereichen des Wintersports, besonders im Ski nordisch und im Ski alpin hat der Chiemgau bekannte Sportler und Sportlerinnen hervorgebracht. In der Bundespolizeisportschule Bad Endorf trainieren Wintersportler, die dort parallel eine Ausbildung im Polizeivollzugsdienst erhalten.

### Unterscheidungsmerkmal für Gruppen und Einrichtungen
Außerdem ist der Chiemgau als räumliche Bezeichnung so signifikant, dass unter anderem folgende Gruppen sich innerhalb von ihm organisiert bzw. Einrichtungen sich nach ihm benannt haben:
- Bildung:
  - die Schule Chiemgau-Gymnasium Traunstein
  - die Freie Waldorfschule Chiemgau
  - das Museumsportal Chiemgau

- Medien:
  - das Branchenverzeichnis für die Region Chiemgau Chiemgau-Branchen
  - der Lokalradiosender Radio Chiemgau (seit Anfang 2009: Bayernwelle SüdOst)
  - die regionale Tageszeitung Chiemgau-Zeitung, Prien
  - die Internetprovider bzw. -portale Chiemgau-Online, Chiemgau-Net und Chiemgau-Websites
  - das Chiemgauer Wochenblatt
  - das Onlineportal für Rockmusik Rocking-Chiemgau

- Gesundheit und Soziales:
  - die Chiemgau-Klinik, eine Rehabilitationsklinik der Bahnversicherungsanstalt
  - das Darmzentrum Chiemgau im Klinikum Traunstein
  - das Reha Zentrum Chiemgau
  - die Gesundheitswelt Chiemgau mit den Chiemgau-Thermen
  - die Chiemgau-Lebenshilfe-Werkstätten GmbH, Traunreut, gemeinnützige Einrichtung der Lebenshilfe
  - die Rettungshundestaffel-Chiemgau e. V. im Deutschen Rettungshundeverein e. V.

- Verbände und Vereine:
  - der „Chiemgau Alpenverband für Tracht und Sitte e. V.“, Zusammenschluss der Chiemgauer Trachtenvereine
  - der Skiverband Chiemgau
  - der Verein „Astronomie im Chiemgau e. V.“
  - der Verein „Gnadenhof Chiemgau e. V.“
  - der Verein „Chiemgau Lakers e. V.“, American Football Traunstein
  - der Sportverein SB Chiemgau Traunstein
  - die Greenpeace-Gruppe Chiemgau
  - das CVJM-Gästehaus Chiemgau
  - der „Chiemgauer e. V.“, Trägerverein des  Chiemgauer Regiogeldes
  - der „Chiemgau Impakt e. V.“, Verein zur Förderung der Erforschung des südostbayerischen Meteoritenkrater-Streufeldes e. V.
  - das „Chiemgau Impact Research Team (CIRT)“
  - die Chiemgauer Höhlenbären
  - die Chiemgauer Jagdhornbläser
  - die Chiemgauer Schrammeln
  - die Bezirksverbände Inn-Chiemgau (Landkreis Rosenheim) und Chiem-Rupertigau (Landkreise Berchtesgadener Land und Traunstein) des Musikbunds von Ober- und Niederbayern
  - Slow Food Chiemgau-Rosenheimer Land
  - Schützengau Chiemgau-Prien

### Ereignisse
Viele kulturelle, sportliche, soziale und wirtschaftliche Ereignisse tragen die Bezeichnung „Chiemgauer“, z. B.:
- der Chiemgauer Musikfrühling
- die Chiemgauer Solartage
- die Chiemgauer Kardiologietage
- die Chiemgauer Astronomietage
- der Chiemgauer100, Berg-Ultralauf
- die Chiemgauer Crosslaufserie
- der Chiemgauer Seniorencup
- die Chiemgauer Radsporttage
- der Chiemgauer Wanderherbst
- das Chiemgau Alm Festival

## Personen im Chiemgau
- Sel. Irmgard von Chiemsee, Äbtissin von Kloster Frauenchiemsee
- Jörg von Schnaitsee, Baumeister
- Magdalena Auer von Winkl († 1494), Äbtissin von Kloster Frauenchiemsee
- Margaretha Haidenbucher († 1650), Äbtissin von Kloster Frauenchiemsee
- Honorat Kolb (1603–1670), Abt im Kloster Seeon
- Jacob Carnutsch, Südtiroler Künstler, der um 1680 nach Prien kam
- Sebastian Mayr (1669–1774), Kistler und Künstler in Prien
- Matthias Stadler (1744–1822), in Schnaitsee gebürtiger Salzburger Hof- und Domviolinist und Komponist
- Balthasar Furthner, Maler, kam 1752 auf die Fraueninsel
- Johann Joseph Wagner (1796–1871), in Palling geborener und in Ising gestorbener Geistlicher.
- Benedikt Furtner, Maler, ging 1808 von der Fraueninsel nach Prien
- Benedikt Haindl (1815-nach 1849), in Schnaitsee gebürtiger Benediktinerpater in den USA
- Felix Dahn (1834–1912), Dichter und Freund von Seebruck und Gstadt
- Ferdinand Bonn (1861–1933), Schriftsteller und Schauspieler, der sich 1906 in Bernau am Chiemsee niederließ.
- Max Kurz (1861–1910), Volksdichter
- Julius Exter (1863–1939), Kunstmaler, der sich 1902 in Feldwies bei Übersee niederließ.
- Rudolf Stratz (1864–1936), Romanschriftsteller, der sich 1904 in Bernau am Chiemsee niederließ.
- Felix Schlagintweit (1868–1950), Arzt, Schriftsteller und Lebenskünstler, der sich 1905 in Breitbrunn niederließ.
- Hugo Kauffmann, Künstler aus Hamburg, ließ sich in den 1870er Jahren in Prien nieder.
- Franziska Hager (1874–1960), Heimatschriftstellerin.
- Franz Fritz (1876–?), in Stetten bei Rimsting geborener Heimatdichter
- Willi Geiger (1878–1971), in Landshut gebürtiger Kunstmaler, der zur Übersee-Feldwieser Künstlerkolonie gehörte.
- Wolfgang Zeller (1883–1977), Porträtist und Landschaftsmaler, der zur Übersee-Feldwieser Künstlerkolonie gehörte.
- Eugen Ortner (1890–1947), Schriftsteller, der in Gollenshausen starb.
- Elisabeth Balwé (1896–1973) und Arnold Balwé (1898–1983), Malerehepaar, wählte Feldwies bei Übersee zur zweiten Heimat.
- Egon Lothar Stolzenburg (1898–1965), Dichter, der in Breitbrunn starb.
- Johann Baptist Kagermeier (1899–1959), in der Oberpfalz geborener Seebrucker Geistlicher und Heimatforscher
- Michael M. Kiefer (1902–1980) Tiermaler „Münchener Schule“, der seit 1934 in der Feldwies bei Übersee lebte.
- Burkhard Nadolny (1905–1968), der Petersburger Diplomatensohn und Schriftsteller, lebte mit seiner Frau Isabella in Chieming.
- Isabella Nadolny (1917–2004), Schriftstellerin und Übersetzerin.
- Sten Nadolny (geb. 1942), Schriftsteller und Verfasser von Die Entdeckung der Langsamkeit, Sohn von Burkhard und Isabella, lebt in Berlin und Chieming
- Fritz Harnest (1905–1999), Maler, der in Feldwies bei Übersee lebte.
- Kurt Ziesel (1911–2001), in Innsbruck geborener Schriftsteller, der in Breitbrunn lebte.
- Horst Mönnich (1918–2014), Schriftsteller, der sich in Breitbrunn niedergelassen hat.
- Walter Lederer (1923–2003), Maler, der in Feldwies bei Übersee lebte.
- Walter L. Brendel (1923–2013), Maler, der in Übersee wohnte.
- Benedikt XVI. (1927–2022), emeritierter Papst und war vom 19. April 2005 bis zu seinem Amtsverzicht am 28. Februar 2013 Oberhaupt der römisch-katholischen Kirche und des Staates der Vatikanstadt.
- Stephan Zinner (* 1974) deutscher Kabarettist, Musiker und Schauspieler
- Stefanie Hertel (* 1979), Sängerin und Moderatorin, lebt seit 1997 im Chiemgau

Für weitere bekannte Söhne und Töchter bzw. Bewohner des Chiemgaus siehe Kategorie:Person (Chiemgau)